# Marjuča albo śmierć
Marjuča albo śmierć (tytuł oryginalny Marjuča ili smrt / Марјуча или смрт) – jugosłowiański film z 1987 roku, melodramat w reżyserii Vančy Kljakovicia. 

## Obsada
- Borko Bebić jako Jere
- Mirjana Karanović jako Marjuča
- Neda Arnerić jako Marija
- Boris Dvornik jako Ivanko
- Vanja Matujec jako Gina
- Zvonko Lepetić jako Marin
- Marija Kohn jako Vinka
- Jasna Malec Utrobičić jako szefowa burdelu
- Marica Vidušić jako prostytutka
- Magda Matošić jako ciotka

## Opis fabuły
Akcja rozgrywa się w Splicie pod włoską okupacją podczas II wojny światowej. Piętnastoletni Jere co noc przez ścianę podsłuchuje seksualne pożycie sąsiadki z włoskim podoficerem. Jednocześnie mieszka w pobliżu burdelu, gdzie pracuje słynna prostytutka Marjuča, którą Jere wraz z kolegami uważa za prawdziwą piękność. Chłopcy zbierają pieniądze, żeby choć jeden z nich mógł zapłacić Marjučy za spotkanie. Choć szczęśliwy los sprawia, że tym wybrańcem zostaje Jere, sprawy przybierają niespodziewany obrót.